# Tătărăștii de Sus
Tătărăștii de Sus es una comuna ubicada en el distrito de Teleorman, Rumania.

## Superficie
Posee una superficie de 43,66 kilómetros cuadrados.

## Demografía
Hasta 2021 la población era de 2781 habitantes, con una densidad de población de 63,70 habitantes por kilómetro cuadrado.